# 默廷根 (索洛圖恩州)
默廷根是瑞士的城鎮，位於該國北部，由索洛圖恩州負責管轄，面積5.75平方公里，海拔高度586米，2012年人口622，八成半人口信奉羅馬天主教，人口密度每平方公里108人。